# Джимастаро
Джимастаро (груз. ჯიმასტარო) — село в Грузии, на территории Цхалтубского муниципалитета края (мхаре) Имеретия.

## География
Село находится в западной части Грузии, на правом берегу реки Риони, на расстоянии 8 километров к востоку от города Цхалтубо, административного центра муниципалитета. Абсолютная высота — 265 метров над уровнем моря.

## Население
По результатам официальной переписи населения 2014 года, в Джимастаро проживало 327 человек (167 мужчин и 160 женщин). В национальной структуре населения грузины составляли 100 %.
| Год  | Население, человек |
| ---- | ------------------ |
| 2002 | 352                |
| 2014 | ↘ 327              |